# Laurie Allan
Laurie Allan (Londra, 19 febbraio 1943) è un batterista e percussionista britannico.
Pur essendo un musicista jazz, nel corso della sua breve carriera ha dimostrato grande talento e versatilità collaborando con importanti musicisti di blues, folk, fusion e lo stesso jazz. Il genere che gli ha regalato maggior fama è stato il rock progressivo, di particolare rilievo i suoi lavori con i Delivery, i Gong e Robert Wyatt, artisti legati alla scena di Canterbury.

## Biografia
Comincia a suonare la batteria a 12 anni e si mette in luce nei primi anni sessanta nei circoli jazzistici londinesi. Tra gli artisti da cui trae ispirazione vi sono Elvin Jones, Ed Blackwell, Billy Higgins e Roy Haynes. È del 1967 il primo disco in cui suona che viene pubblicato, ed è Come Out Fighting Gengis Smith, del cantautore folk Roy Harper. Tra le collaborazioni di rilievo di questo periodo vi sono quella con il jazzista sudafricano Gwigwi Mrwebi, per l'album Kwela (gennaio 1967) e la partecipazione al trio di Gunter Hampel, assieme a John McLaughlin (1968).
La prima progressive-band di cui entra a far parte sono i Piblokto di Pete Brown, nel 1969, con i quali incide Art School Dance Goes On Forever nel 1970, poco prima di lasciare il gruppo. Si unisce poi ai Formerly Fat Harry con i quali esegue dei tour e pubblica un album. Nel gennaio del 1971 sostituisce Pip Pyle nei Delivery, un'esperienza che dura qualche mese, e nello stesso anno suona nell'album di debutto del chitarrista di fusion Chris Spedding.
Alla fine del 1971 Allan viene nuovamente chiamato a rimpiazzare Pip Pyle, questa volta nei Gong di Daevid Allen, e sarà in questa band che raggiunge la notorietà con il primo album della 'Trilogia di Radio Gnome Invisible', Flying Teapot, inciso nel 1973. Lascia poco tempo dopo anche i Gong, con i quali riprende la collaborazione sostituendo Pierre Moerlen per il tour britannico dopo la pubblicazione a fine 1974 di You; gli vengono quindi trovati stupefacenti alla frontiera francese e le autorità gli negano il visto d'ingresso. Deve quindi rinunciare al prosieguo del tour, sostituito da Bill Bruford. In seguito collaborerà anche con gli affiliati Mother Gong. Dopo una breve parentesi nella reunion dei Delivery e una collaborazione con il duo Steve Miller / Lol Coxhill, fa parte per un anno dei Paraphernalia della sassofonista Barbara Thompson, assieme al tastierista Peter Lemer.
Tra il 1974 ed il 1975 vi sono le prestigiose apparizioni negli album Rock Bottom e Ruth Is Stranger Than Richard di Robert Wyatt, secondo il quale Allan era tra i migliori batteristi bianchi. Partecipa inoltre al concerto londinese dello stesso Wyatt nel 1974, la cui registrazione viene pubblicata nel 2005 nell'album Theatre Royal Drury Lane 8th September 1974.
Dal 1975 in poi si dedica soprattutto al jazz, collaborando di nuovo con Lemer, Coxhill, i Gong e Miller. Abbandona le scene nel 1979, quando si rende conto degli scarsi margini di guadagno su cui potevano contare i jazzisti britannici di quel momento, e si dedica a diversi studi in campo musicale.

## Discografia
Laurie Allan non ha pubblicato alcun disco, di seguito una lista parziale delle sue collaborazioni:
- 1967 Kwela - con la Gwigwi's Band
- 1970 Backwood Progression - con Chris Spedding
- 1970 Deep Down Heavy - con Bob Downes
- 1971 Places I Know - con Mike Cooper with The Machine Gun Co. and Michael Gibbs
- 1971 Formerly Fat Harry - con Formerly Fat Harry
- 1972 The Only Lick I Know - con Chris Spedding
- 1972 Not Till Tomorrow - con Ralph McTell
- 1973 Moonshine - con Bert Jansch
- 1973 Lifemask con Roy Harper
- 1973 Flying Teapot - con i Gong
- 1973 Portland Bill - con Lol Coxhill e Steve Miller
- 1974 Rock Bottom - con Robert Wyatt
- 1974 "...Oh Really?" - con Lol Coxhill e Steve Miller
- 1975 Ruth Is Stranger Than Richard - con Robert Wyatt
- 1976 Just Music - con The Don Rendell Five
- 1979 Live Big Band and Quartet - con lo Spontaneous Music Ensemble
- 2002 Spectral Soprano - con Lol Coxhill (solo in un brano registrato alla fine degli anni '70)
- 2002 Inside The Whale - con Jack Monck (solo in 4 brani registrati nel 1978)
- 2004 Anglo American - con Gary Windo (solo un brano registrato nel 1977)
- 2005 Theatre Royal Drury Lane 8th September 1974 - con Robert Wyatt & Friends (concerto dal vivo del 1974)